# 南锡城站
南锡城站，简称南锡站，是法国的一个铁路车站，位于法国东北部城市南锡。

## 位置
南锡城站位于法国东北部，巴黎－斯特拉斯堡铁路352.431公里处，是这一地区重要的铁路交通枢纽，多条铁路在南锡附近交汇。在法国高速铁路东线（LGV Est）修建以前，南锡也是巴黎前往斯特拉斯堡以及德国南部地区的必经之路。2002年以前，著名的“东方快车”（Orient-Express）曾经停南锡城站。
南锡城站位于南锡市区的中部，因地处南锡城区而得名。车站大致呈西北-东南走向，正门开口朝东北，东西两个方向均可以进出。

## 基本信息
| 南锡城站基本信息 |                                                                         |
| 车站开放时间     | - 周一至六：5:30－23:00 - 周日及节假日：6:00－23:00                     |
| 窗口开放时间     | - 周一至五：6:40－19:30 - 周六：7:00－19:30 - 周日及节假日：9:00－19:30 |
| 售票设施         | SNCF自动售票/提票机 · TER列车自动售票机                                 |
| 横穿轨道设施     | 人行地下通道 · 人行天桥                                                 |

## 站台设置
| 西↑         |             |  | 西侧站房 |
| 1/9/11/13道 |             |  |          |
| 2道         |             |  |          |
|             | 岛式        |  |          |
| 3道         |             |  |          |
| 4道         |             |  |          |
|             | 岛式        |  |          |
| 5道         |             |  |          |
| 6道         |             |  |          |
|             | 岛式        |  |          |
| 7道         |             |  |          |
| 8道         |             |  |          |
|             | 侧式 主站房 |  |          |
| 东↓         |             |  |          |

## 停靠线路
以下列车线路在南锡城站停靠：
| 南锡城站列车线路表            |                |                          |                              |              |
| 线路                          | 车种           | 上一站                   | 下一站                       | 大致运行频率 |
| 巴黎—南锡                     | TGV            | 巴黎东/香槟-阿登/默兹TGV | （终点）                     | 每天6趟左右  |
| 巴黎—斯特拉斯堡               | TGV            | 巴黎东                   | 吕内维尔                     | 每天1趟      |
| 巴黎—勒米尔蒙                 | TGV            | 巴黎东                   | 埃皮纳勒                     | 每天3趟左右  |
| 巴黎—圣迪耶                   | TGV            | 巴黎东/默兹TGV           | 吕内维尔/孚日圣迪耶          | 每天1~2趟    |
| 南锡→尼斯                     | TGV            | （起点）                 | 斯特拉斯堡                   | 每天1班      |
| 里昂—南锡                     | TGV            | 马恩拉瓦莱/香槟-阿登     | （终点）                     | 每天1趟      |
| 巴黎—南锡                     | Ouigo          | 巴黎东/香槟-阿登         | （终点）                     | 每天1趟      |
| 巴黎—萨尔堡/斯特拉斯堡        | Fluo Grand-Est | 图勒                     | 吕内维尔                     | 每天1-2趟    |
| 兰斯→南锡                     | Fluo Grand-Est | 弗鲁阿尔                 | （终点）                     | 每天1班      |
| 兰斯—吕内维尔                 | Fluo Grand-Est | 弗鲁阿尔/尚皮尼厄勒      | 雅维尔                       | 每天2趟左右  |
| 雷维尼/巴勒迪克—南锡/吕内维尔 | Fluo Grand-Est | 图勒/利韦丹/弗鲁阿尔     | （终点）/雅维尔              | 每天2趟左右  |
| 南锡—凡尔登                   | Fluo Grand-Est | （起点）                 | 蓬塔穆松                     | 每周1趟      |
| 南锡—隆维                     | Fluo Grand-Est | （起点）                 | 蓬塔穆松                     | 每天5趟左右  |
| 南锡—梅斯                     | Fluo Grand-Est | （起点）                 | 尚皮尼厄勒/弗鲁阿尔/蓬塔穆松 | 每天16趟左右 |
| 南锡—卢森堡                   | Fluo Grand-Est | （起点）                 | 蓬塔穆松                     | 每天9趟左右  |
| 南锡—斯特拉斯堡               | Fluo Grand-Est | （起点）                 | 吕内维尔                     | 每天10趟左右 |
| 梅斯/南锡—吕内维尔            | Fluo Grand-Est | 蓬塔穆松/（起点）        | 雅维尔                       | 每天12趟左右 |
| 南锡—圣迪耶                   | Fluo Grand-Est | （起点）                 | 栋巴勒/吕内维尔              | 每天14趟左右 |
| 梅斯/南锡—埃皮纳勒            | Fluo Grand-Est | 蓬塔穆松/（起点）        | 瓦朗热维尔/布兰维尔/安沃     | 每天14趟左右 |
| 南锡—勒米尔蒙                 | Fluo Grand-Est | （起点）                 | 瓦朗热维尔                   | 每天14趟左右 |
| 讷沙托—南锡                   | Fluo Grand-Est | 利韦丹/弗鲁阿尔          | （终点）                     | 每天3趟左右  |
| 第戎—南锡                     | Fluo Grand-Est | 图勒                     | （终点）                     | 每天2趟左右  |
| 南锡—蓬圣樊尚                 | Fluo Grand-Est | （起点）                 | 雅维尔/吕德尔                | 每天13趟左右 |
| 1. 2. 3. 4.                   |                |                          |                              |              |

## 配套交通

### 长途客车
南锡城站对应的长途客车上下车地点位于车站南侧的共和广场上。
| 停靠南锡城站的大巴车 |                             | |
| 上下车地点           | 运营单位                    | 主要线路及目的地 |
| 共和广场 （）        | Ouibus                      | （可直达或通过联程中转的方式，前往法国及欧洲64个目的地） |
| 共和广场 （）        | 南锡城郊公共交通 .SUB.      | .321. 尚皮尼厄勒 .322. 布克西耶尔欧达姆 .323. 弗鲁阿尔 .324. 蓬佩 .325. 弗鲁阿尔 · 蓬佩 .621. 圣尼古拉德波尔 .625. 瓦朗热维尔 · 默尔特河畔栋巴勒 |
| 共和广场 （）        | 默尔特-摩泽尔省城际客运 Ted | R330 尚皮尼厄勒 · 弗鲁阿尔 · 蓬佩 · 马尔巴什 · 贝尔维尔 · 迪约卢阿尔 · 布莱诺莱蓬塔穆松 · 蓬塔穆松 R350 塞尚 · 拉讷沃洛特 · 尚珀努 · 马兹吕勒 · 塞耶河畔布兰 · 塞耶河畔蒙塞勒 · 萨兰堡 · 塞耶河畔维克 R360 塞尚 · 拉讷沃洛特 · 尚珀努 · 塞耶河畔布兰 · 塞耶河畔贝 · 朗弗鲁瓦库尔 · 阿尔莫库尔 · 马努埃 R370 尚皮尼厄勒 · 弗鲁阿尔 · 蓬佩 · 屈斯蒂讷 · 马勒卢瓦 · 蒙特努瓦 · 莱尔 · 让德兰库尔 · 莱特里库尔 · 诺默尼 · 蓬塔穆松 R380 马尔泽维尔 · 莱圣克里斯托夫 · 厄尔蒙 · 布克西耶尔欧谢讷 · 莱尔 R410 拉克苏 · 沃莱讷昂艾 · 贡德勒维尔 · 多马坦莱图勒 · 图勒 R570 讷沃迈松 · 蓬圣樊尚 · 维泰尔讷 · 蒂耶欧格罗塞耶 · 科隆贝莱贝勒 · 克雷佩 · 法维耶尔 R580 讷沃迈松 · 蓬圣樊尚 · 克瑟耶 · 皮埃尔维尔 · 唐通维尔 · 奥涅维尔 · 圣菲尔曼 · 阿邦库尔 R590 讷沃迈松 · 蓬圣樊尚 · 皮利尼 · 桑特雷 · 奥尔姆和维尔 · 阿鲁埃 · 沃迪尼 · 布拉勒维尔 · 热尔蒙维尔 R650 圣尼古拉德波尔 · 默尔特河畔栋巴勒 · 巴尔邦维尔 · 布兰维尔叙洛 · 勒安维莱 · 吕内维尔 R670 里沙尔梅尼勒 · 托努瓦 · 摩泽尔河畔韦勒 · 巴永 · 班维尔欧米鲁瓦尔 · 格里波尔 · 沙尔姆 |
| 共和广场 （）        | Car TER                     | 06B 孔特雷克塞维尔 · 维泰勒 （当某条铁路线施工或罢工时，SNCF可能也会提供途径该线路沿途站点的大巴车） |
| 圣莱昂火车站 （Saint-Léon Gare）    | Car TER                     | Navette Lorraine TGV 洛林TGV站 |
| 1. 2. 3. 4.          |                             | |

### 城市公共交通
| 南锡城站附近的市内公共交通线路 |                                            | |
| 公交车站名称                   | 位置                                       | 停靠线路 |
| 南锡火车站                     | 南锡城站南侧 （有轨电车车站）              | .1. 埃塞-穆津普雷 ↔ 旺德夫尔-布拉布瓦中心医院 |
| 蒂耶尔火车站-佛煦              | 南锡城站南侧 （自西向东单向设站）          | 2 拉克苏-松林 → 拉讷沃维尔-中心 3 拉克苏-行省 → 塞尚-艾伊·塞尔兰 4 拉克苏-牛田 → 旺德夫尔-罗贝尔瓦勒 5 拉克苏-牛田 → 塞尚-艾伊·塞尔兰 6 维莱-明地 → 马尔泽维尔-皮瑟泽库尔 7 乌德蒙-南门 / 旺德夫尔-罗贝尔瓦勒 → 多马尔特蒙-城关 8 旺德夫尔-布拉布瓦中心医院 → 马尔泽维尔-萨勒夫隆 16 维莱-明地 → 马尔泽维尔-马尔日维尔 |
| 蒂耶尔火车站-马扎格朗          | 南锡城站北侧 （自东向西单向设站）          | 2 拉讷沃维尔-中心 → 拉克苏-松林 3 塞尚-艾伊·塞尔兰 → 拉克苏-行省 4 旺德夫尔-罗贝尔瓦勒 → 拉克苏-牛田 5 塞尚-艾伊·塞尔兰 → 拉克苏-牛田 4 马尔泽维尔-皮瑟泽库尔 → 维莱-明地 7 多马尔特蒙-城关 → 旺德夫尔-罗贝尔瓦勒 / 乌德蒙-南门 8 马尔泽维尔-萨勒夫隆 → 旺德夫尔-布拉布瓦中心医院 16 马尔泽维尔-马尔日维尔 → 维莱-明地 |
| 蒂耶尔火车站-普瓦雷勒          | 南锡城站东侧 （自南向北单向设站）          | 2 拉克苏-松林 → 拉讷沃维尔-中心 3 塞尚-艾伊·塞尔兰 → 拉克苏-行省 4 拉克苏-牛田 → 旺德夫尔-罗贝尔瓦勒 5 拉克苏-牛田 → 塞尚-艾伊·塞尔兰 6 维莱-明地 → 马尔泽维尔-皮瑟泽库尔 7 多马尔特蒙-城关 → 旺德夫尔-罗贝尔瓦勒 / 乌德蒙-南门 8 旺德夫尔-布拉布瓦中心医院 → 马尔泽维尔-萨勒夫隆 16 维莱-明地 → 马尔泽维尔-马尔日维尔 |
| 圣莱昂火车站                   | 南锡城站西侧-帕通军路 （自南向北单向设站） | 2 拉讷沃维尔-中心 → 拉克苏-松林 5 塞尚-艾伊·塞尔兰 → 拉克苏-牛田 |
| 圣莱昂火车站                   | 南锡城站西侧-庞加莱路 （自东向西单向设站） | 3 塞尚-艾伊·塞尔兰 → 拉克苏-行省 4 旺德夫尔-罗贝尔瓦勒 → 拉克苏-牛田 6 马尔泽维尔-皮瑟泽库尔 → 维莱-明地 7 多马尔特蒙-城关 → 旺德夫尔-罗贝尔瓦勒 / 乌德蒙-南门 8 马尔泽维尔-萨勒夫隆 → 旺德夫尔-布拉布瓦中心医院 16 马尔泽维尔-马尔日维尔 → 维莱-明地                                                                  |
| 圣莱昂火车站                   | 南锡城站西南侧-佛煦路 （自西向东单向设站） | 2 拉克苏-松林 → 拉讷沃维尔-中心 3 拉克苏-行省 → 塞尚-艾伊·塞尔兰 4 拉克苏-牛田 → 旺德夫尔-罗贝尔瓦勒 5 拉克苏-牛田 → 塞尚-艾伊·塞尔兰 6 维莱-明地 → 马尔泽维尔-皮瑟泽库尔 7 乌德蒙-南门 / 旺德夫尔-罗贝尔瓦勒 → 多马尔特蒙-城关 8 旺德夫尔-布拉布瓦中心医院 → 马尔泽维尔-萨勒夫隆 16 维莱-明地 → 马尔泽维尔-马尔日维尔 |
| 普鲁韦议会中心                 | 南锡城站南侧 共和广场公交车站（起讫站）    | 11 南锡-普鲁韦议会中心 ↔ 弗莱维尔德旺南锡-城关 12 南锡-普鲁韦议会中心 ↔ 埃耶库尔-城关 13 南锡-普鲁韦议会中心 ↔ 默尔特河畔阿尔-城关 14 南锡-普鲁韦议会中心 ↔ 吕德尔-城关 |
| 1.                             |                                            | |

### 社会车辆
南锡城站西侧设有大型综合停车楼（法語：Parking Saint-Léon），此外周边街区沿街亦可停靠社会车辆。

## 临近车站
| 南锡城站（Gare de Nancy-Ville） |                      |                               |
| 上行车站                        | 线路                 | 下行车站                      |
| 尚皮尼厄勒站 5.3km ←            | 巴黎－斯特拉斯堡铁路 | 雅维尔-拉马尔格朗日站 → 3.1km |